# لي يو
لي يو (بالصينية: 李玉) هي كاتبة سيناريو ومخرجة صينية، ولدت في 2 ديسمبر 1973 في شاندونغ في الصين.

## وصلات خارجية
- لي يو على موقع IMDb (الإنجليزية)
- لي يو على موقع ألو سيني (الفرنسية)
- لي يو على موقع أول موفي (الإنجليزية)
- لي يو على موقع قاعدة بيانات الفيلم (الإنجليزية)
- لي يو على موقع كينوبويسك (الروسية)